# Мид, Джордж Герберт
Джордж Герберт Мид (англ. George Herbert Mead) (27 февраля 1863 — 26 апреля 1931) — американский философ, психолог, социолог, представитель Чикагской социологической школы, один из представителей символического интеракционизма.

## Биография
Мид родился 27 февраля 1863 года в штате Массачусетс, США. Он вырос в протестантской семье представителей среднего класса, состоявшей из его отца, Хирэма Мида, его матери, Элизабет Сторрс Мид, и его сестры Элис. Его отец был конгрегационалистским пастором, происходившим из семей фермеров и церковников, впоследствии занимал кафедру теологии в Оберлинском колледже. Его мать также преподавала в течение двух лет в Оберлинском колледже, а впоследствии, с 1890 по 1900 год, была президентом в колледже Маунт Холиоки, Массачусетс. В 1879 году Джордж Герберт Мид поступил в Оберлинский колледж, известный своей поддержкой социальных преобразований, получив в 1883 году степень бакалавра. После этого он в течение нескольких месяцев преподавал в начальной сельской школе. На протяжении следующих трёх лет он работал в Центральной железнодорожной компании Висконсина.
Осенью 1887 года Мид поступает в Гарвардский университет, где его главными интересами были философия и психология. В Гарварде Мид учился у Джосайа Ройса, имевшим на него большое влияние, и Уильяма Джеймса, у которого работал семейным учителем. В 1888 году Мид, получив лишь степень бакалавра, покидает Гарвард и едет в Германию учиться в Лейпциге у психолога Вильгельма Вундта, также он планировал защитить диссертацию в Берлинском университете под руководством Вильгельма Дильтея.
В 1891 году он женится на Хелен Кингсбери Касл (1860—1929), сестре своего друга по Оберлину. Несмотря на то, что он так и не защитил свою диссертацию, Миду удалось получить должность в университете Мичигана в 1891 году. Там он встречает Чарлза Кули и Джона Дьюи, которые на него сильно повлияли. В 1894 году Мид, также как и Дьюи, переезжает в Чикаго, в университете которого он преподавал до самой смерти. Влияние Дьюи привело Мида к образовательной теории, но скоро его мысль двинулась дальше, вылившись в его известную психологическую теорию. Здесь же, в Чикагском университете, через Роберта Парка, бывшего студента Георга Зиммеля, он знакомится также со взглядами Зиммеля, что оказало сильное влияние на его теоретические воззрения. Не имея формального статуса, Мид не опубликовал ни одной своей книги. Несмотря на это, он имел большое влияние, и его лекции были собраны и опубликованы уже после его смерти в книге Mind, Self and Society («Разум, Я и Общество»).
Не будучи беспристрастным философом, Мид активно участвовал в чикагской социальной и политической жизни. Он верил, что наука может повлиять на социальные проблемы. Америка в целом и Чикаго в частности переживали период быстрого развития, обусловленного в том числе большим наплывом мигрантов из Европы, что вызывало ломку сложившихся социальных отношений и вызывало социальные проблемы. В научной среде господствовал дарвинизм и теория эволюции. Они влияли и на социологию, где отчасти из идей Герберта Спенсера и Уильяма Самнера возникло движение прагматизма, родиной которого считается Америка. Согласно прагматизму, сущностью человека является его деятельность. Центром этого течения был Чикаго, являвшийся в то время также и центром американской социологии. Мид же читал обязательный курс по социальной психологии.
Джордж Герберт Мид умер от сердечного приступа 26 апреля 1931 года.

## Публикации
На протяжении своей научной карьеры, за 40 лет, Мид опубликовал множество статей и рецензий по философии и психологии. Существует порядка 100 статей, рецензий и эссе, опубликованных при его жизни. Однако он не написал ни одной книги. После его смерти некоторые его бывшие студенты собрали конспекты его лекций по курсу социальной психологии, а также неопубликованные материалы, и издали в виде нескольких томов. Опубликованная в 1934 году книга «Mind, Self and Society. From the standpoint of a social behaviorist» («Разум, Я и Общество. Точка зрения социального бихевиориста») долгое время оставалась главным сборником его творчества. В 1956 году вышел новый сборник фрагментов его сочинений под названием «Социальная психология Джорджа Герберта Мида» («The Social Psychology of George Herbert Mead»), в 1964 году он вышел в переработанном виде под заголовком «О социальной психологии» («On Social Psychology»). Попытки собрать вместе и опубликовать эти материалы принимались также в 1960-е годы. Попытки эти продолжаются и сейчас, так как опубликован ещё далеко не весь архивный материал. В целом книги посвящены теории личности и основам теории социальной коммуникации, в дальнейшем развитые Гербертом Блумером и названные «символический интеракционизм».

## Научный вклад Джорджа Герберта Мида
То, что социология Мида приобрела широкую известность, является заслугой его ученика Герберта Блумера. В последующий исторический период, когда господствовал структурный функционализм Толкотта Парсонса, Блумер продолжал подчёркивать важность идей своего учителя. В конце концов его идеи вернулись в 1960-е на авансцену социологии под названием «символический интеракционизм». Сам Мид называл свою теорию «социальным бихевиоризмом», подчёркивая сходство и различие с бихевиоризмом, господствовавшим в то время в психологии, представленный Джоном Бродесом Уотсоном. Мид, как и Уотсон, рассматривал человека как биологическое существо, однако Мид в отличие от Уотсона придавал большое значение духовной активности, защищая свободу действий человека. То есть в отличие от бихевиоризма индивид — активный разумный субъект. Введением понятия социального бихевиоризма Мид хотел также отграничить свою теорию от психоанализа Зигмунда Фрейда. Мид не считал, что человек детерминирован бессознательными психическими процессами. Там, где речь у него идёт о сознании, он связывает его с объективно наблюдаемым поведением в социальных процессах, но не с внутренним миром.

### Прагматизм и символический интеракционизм
Прагматическая философия Мида фокусируется на становлении Я внутри социальной реальности. «Индивидуальный разум может существовать только в связи с другими разумами, делясь с ними означающими». С точки зрения прагматизма реальность не существует сама по себе, а создаётся нами в процессе деятельности. То есть, чтобы понять индивида, надо понимать, что он делает, его практики. Прагматизм не отделяет сознание от действия и взаимодействия, а рассматривает их как разные части одного процесса. Корни символического интеракционизма кроются в прагматизме и социальном бихевиоризме Мида, а если идти ещё глубже, то прагматизм основан на гегелевской диалектике.
Ключевая мысль Мида состоит в том, что личность и социальное действие формируются с помощью символов, которые приобретаются в процессе социализации, а затем поддерживаются или изменяются в процессе интеракций. Человек осваивает мир через символические значения, а также через свою деятельность. Мид вводит различия между знаками, жестами и значимыми символами. Понятия жеста у Мида заимствовано из психологической теории Вундта. Жесты допускают вполне определённые ответные реакции, их функцией состоит в том, чтобы «вызвать у других такую реакцию, которая в свою очередь является стимулом для дальнейшего приспособления к ситуации вплоть до того, что в итоге совершится определённое социальное взаимодействие». То есть жесты обеспечивают социальную коммуникацию. Однако человек в отличие от животных может интерпретировать жесты в зависимости от социального контекста, в котором они происходят. Обобщение ситуации до содержащегося в ней смысла Мид называет символизацией. Интерпретация символов требует определённых временных затрат, а также возможна неправильная интерпретация. На вопрос, как же тогда возможна социальная коммуникация, Мид отвечает, что за счёт создания людьми общих значимых символов.
Согласно Миду язык возникает из голосовых жестов. Когда эти жесты интерпретируются одинаково разными людьми, они становятся значимыми символами. Язык возникает вследствие всеобщего использования значимых символов и является существенным признаком отличия человека от животного. Мышление также возникает благодаря значимым символам. Оно представляет собой разговор человека с сами собой с помощью языковых жестов. В языке накапливается коллективный опыт общества. Он является носителем интерсубъективного знания. Нам не нужен конкретный опыт, так как мы можем представить его в своём сознании. Язык как символический посредник является главным приобретением человека в ходе эволюции.
В социальной коммуникации символы выступают знаками, служащими для интерпретации ситуации и обозначения намерений действующего лица. Если они имеются в социальном опыте участников коммуникации и могут быть проинтерпретированы одинаково, то они вызывают у Ego и Alter не случайные, а вполне определённые реакции. Следовательно, Ego может предвидеть реакцию Alter в определённой ситуации. Соответственно и Alter может предвидеть реакцию Ego. Способность рассмотреть ситуацию с точки зрения другого Мид называет «принятием роли другого». Допущение возможности войти в роль другого в процессе социального взаимодействия было сделано ещё Максом Вебером. В дальнейшем эта теория была развита Эрвингом Гоффманом, который пошёл ещё дальше и построил теорию стратегического интеракционизма. Но Мид с помощью концепции принятия роли другого пытался показать, что участники социального взаимодействия взаимно ограничивают себя, корректирую свои намерения в зависимости от интерпретации действий или реакции другого. Мышление, которое возникает как диалог с самим собой образует человеческое самосознание или идентичность. Мид подчёркивает, что восприятие себя через другого является необходимой предпосылкой возникновения Я (Self). Постоянное взаимное принятие роли другого участниками взаимодействия создаёт человеческую коммуникацию.

### Теория социализации
В развитии идентичности Мид различает две социальные фазы, в течение которых ребёнок обучается ориентации в общей социальной системе и осознаёт свою идентичность. Этот процесс Мид проясняет на примере игры. Мид различает игру (play), в которой ребёнок играет во взрослого, усваивая значимую ролевую позицию. В процессе игры ребёнок может менять роли, производя интеракции между ними. В этот момент он видит себя со стороны, и у него формируется понятие идентичности, так как в процессе этих интеракций он видит вполне определённую реакцию, примеряя её на себя. В процессе ролевой игры ребёнок имеет достаточно большое поле для интерпретаций и свободу воли, при этом роли, которые он выбирает, как правило относятся к социально близкому окружению. В процессе коллективной игры, которую Мид называет «game», ребёнок встроен в куда более жёсткую систему правил. Он рассматривает примеры таких игр, как футбол и бейсбол. В таких играх ребёнок учится играть в команде и видеть поставленную перед ним лично, как выполняющим определённую функцию, командную цель, например, забить гол или набрать определённое количество очков. То есть, видя перед собой командную цель и играя по правилам, в таком типе игр ребёнок постигает принципы социального взаимодействия. В данном случае участники игры выступают в качестве обобщённого другого. То есть через контроль обобщённого другого возникает индивидуальная идентичность.
По Миду, социальное идёт впереди индивидуального. Однако люди заметно отличаются друг от друга. Мид считает, что это обусловлено индивидуальным опытом каждого отдельного человека, его социальной активности. Эта активность состоит из двух частей: «I» и «me». «I» (Я) — это то, что я думаю о других и о себе, это мой внутренний мир. «Me» (меня, мне) — это то, что, по моему мнению, обо мне думают другие, это моя внешняя социальная оболочка, как я её себе представляю. Перевод этих понятий с английского затруднён, поэтому их используют в оригинале. Иногда в психологии используются понятия «импульсивное Я» и «рефлексивное Я». Тут Мид пересекается с Зигмундом Фрейдом, так как «I» можно сравнить с фрейдовским «Id» (Оно), а «Me» с «Superego» (Сверх-Я). Однако, у Мида «I» не совсем бессознательно, оно обладает конструктивным началом. «Me» как рефлексивное Я отражает социальный аспект личности, то есть интернализованную социальную реальность или совокупность знаний и понятий, которые человек приобрёл от обобщённого другого. «Me» не статично, оно меняется под влиянием многообразия жизненных ситуаций. Этот ансамбль состояний и представляет собой «Self».

## Критика
Теория Джорджа Герберта Мида в 1960-е годы стала основой для критики другого крупнейшего американского социолога Толкотта Парсонса: при жизни Мида было опубликовано очень мало его работ. Их базовые установки о социальном порядке различались. У Мида действующий субъект обладает свободой воли, реальность конституируется исходя из его взаимодействий с ней, а у Парсонса он лишь встраивается в существующий социальный порядок. Рефлексивное изменчивое Я по Парсонсу — признак девиантности, а по Миду — источник социальных изменений. То есть Парсонс исключает свободу действий из социального порядка, а Мид наоборот включает. Общим недостатком обеих теорий социального действия является исключение из них исторического аспекта.

## Работы
- Мид Дж. Г. «Разум, Я и Общество» (Mind, Self, and Society) (1934)
- Мид Дж. Г. «Философия действий» (The Philosophy of the Act) (1938)

### На русском языке
- Мид Дж. Г. Избранное: Сб. переводов / РАН. ИНИОН. Центр социал. научн.-информ. исследований. Отд. социологии и социал. психологии; Сост. и переводчик В. Г. Николаев. Отв. ред. Д. В. Ефременко. — М., 2009. — 290 с. (Сер.: Теория и история социологии).
- Мид Дж. Г. Философия настоящего / пер. с англ. под науч. ред. В. Г. Николаева. — М.: Изд. дом Высшей школы экономики, 2014. — 272 с. — ISBN 978-5-7598-1099-5.